# Ceaikîne (Djankoi)
Ceaikîne (în ucraineană Чайкине) este localitatea de reședință a comunei Ceaikîne din raionul Djankoi, Republica Autonomă Crimeea, Ucraina.

## Demografie
Componența lingvistică a localității Ceaikîne
     Rusă (40,13%)
     Tătară crimeeană (35,75%)
     Ucraineană (20,91%)
     Belarusă (1,97%)
     Alte limbi (0,81%)
Conform recensământului din 2001, nu exista o limbă vorbită de majoritatea populației, aceasta fiind compusă din vorbitori de rusă (40,13%), tătară crimeeană (35,75%), ucraineană (20,91%) și belarusă (1,97%).